# Western (ramal O'Hare de la línea Azul)
Western es una estación en la línea Azul del Metro de Chicago. La estación se encuentra localizada en 1909-11 North Western Avenue en Chicago, Illinois. La estación Western fue inaugurada el 25 de mayo de 1895.  La Autoridad de Tránsito de Chicago es la encargada por el mantenimiento y administración de la estación. De Western, los trenes operan en intervalos de 2–7 minutos durante las horas pico, y toman alrededor de 10 minutos para llegar a The Loop.

## Descripción
La estación Western cuenta con 1 plataforma central y 2 vías. 

## Conexiones
La estación es abastecida por las siguientes conexiones: 
- Rutas del CTA Buses: #49 Western #56 Milwaukee #73 Armitage